# Matt Clement (beisbolista)
Matthew ¨Matt¨ Paul Clement (Butler, Pensilvania, 12 de agosto de 1974) es un ex-pitcher derecho abridor de la Mayor League Baseball (MLB). Clement jugó para los San Diego Padres (1998–2000), Florida Marlins (2001), Chicago Cubs (2002–2004) y Boston Red Sox (2005–2006). Mientras estuvo en el roster activo de los medias rojas,  se la pasó lesionado toda la temporada del 2007 . 
Clement poseía un sinker que rondaba las 90 mph y un duro slider mezclado con una four-seamer y un changeup. Durante las temporadas 2002-2005 la oposición le bateaba para .233 de promedio de bateo mientras alcanzó un récord de 47-42 y una ERA de 3.99.

## Carrera de béisbol
En nueve temporadas, Clement ganó 87 juegos y perdió 86, y obtuvo un récord de 1-2 en postemporada, siendo 1-1 con los Cubs en 2003 y 0-1 con Boston en 2005. Él ganó el Juego 4 de la serie de campeonato de la liga nacional de 2003 en Florida dejando a los Cubs a solo un juego de ganar el banderín, aunque a la postre no pudieron obtenerlo.
En junio de 2004, Clement logró un 6-2 y fue candidato para ser nombrado al juego de estrellas. Pero en su próximo seis inicios antes de la mitad de temporada, Clement fue de 0-4, a pesar de una ERA de 2.15, sus compañeros solo promediaron hacer 1.19 carreras por juego lo que acabaría por darle la derrota en esos partidos. Acabó la temporada con una ERA de 3.68 y un récord de 9-13 para los Cubs. Contra equipos de Liga americana en los juegos de interligas, Clement tuvo un registro de 7-7  con una 3.60 ERA en 19 inicios.
Como miembro de los Boston Red Sox en la temporada 2005 , Clement fue nombrado al All-Star Game  por primera vez en su carrera, reemplazando al lesionado pitcher Roy Halladay. El registro de Clement era 10-2 antes del juego de Estrellas, y acabó la temporada registrando 13-6 con una ERA 4.57. El 26 de julio de 2005, Clement fue golpeado en la cabeza por un batazo de línea de Carl Crawford.
Clement solo tuvo 12 inicios en 2006, con registro de  5-5 y una ERA de 6.61, antes de que terminara la temporada se sometió a una cirugía de hombro en septiembre. Fue añadido al complejo de formación de primavera de los medias rojas en Fort Myers, Florida, pero no hizo ninguna aparición en la temporada 2007.
El 3 de enero de 2008, Clement firmó un contrato con St. Louis Cardinals. El doctor de Los Cardenales dijo que Clement estaba sano y sería capaz de empezar la temporada para jugar regularmente. Aun así, Clement empezaría el año en la lista de discapacitados después de no hacer ninguna aparición en el campo de entrenamiento. En junio 3, Clement hizo una aparición en el equipo de ligas menores de los cardinales permitiendo sólo 1 hit en seis innings. Sin embargo fue liberado de su contrato por los Cardenales el 2 de agosto.
Clement firmó un contrato de ligas menores con los Toronto Blue Jays el 12 de diciembre de 2008 y fue invitado al entrenamiento de primavera.
Después de ser incapaz de hacerse un sitio en la rotación, Clement anunció su retiro del béisbol el 5 de abril de 2009.